# Lovely Complex
Lovely Complex (jap. ラブ★コン Rabu★Kon) – manga autorstwa Ayi Nakahary, publikowana w magazynie „Bessatsu Margaret” wydawnictwa Shūeisha od sierpnia 2001 do sierpnia 2007. Na jej podstawie powstał serial anime, który nadawano od kwietnia do września 2007. Całość składa się z 24 odcinków. Akcja toczy się w trakcie 3 lat w liceum i dotyczy głównie perypetii miłosnych głównych bohaterów.
W Polsce anime było emitowane na antenie AXN Spin.

## Fabuła
Lovely Complex to historia miłosna między chłopakiem a dziewczyną z Sakai w prefekturze Osaka. Główna bohaterka, Risa Koizumi, ma 172 cm wzrostu, co czyni ją znacznie wyższą od przeciętnej japońskiej dziewczyny. Z kolei główny bohater, Atsushi Ōtani, jest znacznie niższy od przeciętnego japońskiego chłopaka, mierząc zaledwie 156 cm. Ze względu na tę różnicę wzrostu, para zyskała przydomek „All Hanshin Kyojin”, nawiązujący do znanego duetu komediowego z podobną różnicą wzrostu.
Podczas letniej szkoły pojawia się wysoki uczeń z innej klasy, Ryōji Suzuki, w którym Risa od razu się zakochuje ze względu na jego wzrost. Atsushiemu również podoba się pewna dziewczyna, więc oboje postanawiają połączyć siły i pomóc sobie wzajemnie w zdobyciu serc swoich sympatii. Ich wysiłki kończą się jednak kompletnym fiaskiem, ponieważ Suzuki i dziewczyna, w której podkochiwał się Ōtani, Chiharu Tanaka, zostają parą. Mimo to, Risa i Atsushi zbliżają się do siebie i stają się dobrymi przyjaciółmi. Z czasem Risa zaczyna dostrzegać, że jej uczucia wobec Atsushiego się zmieniają, co sprawia, że jej życie miłosne staje się jeszcze bardziej skomplikowane.

## Bohaterowie
- Risa Koizumi (jap. 小泉 リサ Koizumi Risa)

Seiyū: Akemi Okamura 
Główna bohaterka serii. Jest to porywcza, bardzo wysoka (ma z tego powody olbrzymie kompleksy, gdyż mierzy tyle ile przeciętny japoński chłopak). Jej imię oznacza małą wiosnę, co oczywiście kontrastuje z jej wzrostem. Z tego powodu często się kłóci z Ōtanim, który ma podobny problem, z tym, że odwrotny. Przez pierwsze odcinki wciąż awanturuje się z Ōtanim, ale mimo tych sprzeczek, zaprzyjaźnia się z nim, gdyż w gruncie rzeczy są bardzo podobni pod względem charakteru i zainteresowań. Nawet nie spostrzega, gdy się w nim zakochuje. Pod wpływem słów swej przyjaciółki Koizumi, w końcu wyznaje mu co czuje. Jednak Ōtani nie mógł odwzajemnić jej uczuć. Pomimo zranionego serca, Risa kontynuuje znajomość z chłopakiem i nadal stara się o jego serce, stosując różne metody (np. dawanie mu prezentów, wspieranie go w meczach koszykówki). Zła, że jej starania nie przynoszą skutku, w końcu oznajmia mu, iż rezygnuje z niego (przy okazji go całuje niespodziewanie, po czym wybiega z płaczem). Ale właśnie wtedy okazuje się, że Ōtani jednak coś do niej czuje. W dniu jej 18 urodzin całuje ją, a następnie zaprasza na mecz, gdzie oboje wyznają sobie miłość. Pokonują przeszkody, które utrudniają im związek i są już razem na zawsze. Risa chce zostać w przyszłości stylistką.
- Atsushi Ōtani (jap. 大谷 敦士 Ōtani Atsushi)

Seiyū: Akira Nagata 
Główny bohater Lovely Complex. To energiczny, pracowity chłopak. Ma tylko jeden problem – jego wzrost jest stanowczo za niski, jak na przeciętnego japońskiego chłopaka. A przebywanie z najwyższą dziewczyną w szkole, Risą Koizumi, wcale w tym nie pomaga. Koledzy przezywają go i Koizumi jako „All Hanshin Kyojin” co jest japońskim odpowiednikiem „Flipa i Flapa”. Aktywnie uczestniczy w klubie koszykarskim, wkrótce staje się jego kapitanem. Z początku nie lubi Koizumi i łączą swoje siły tylko po to, aby zdobyć wspólnym wysiłkiem swoich nowych partnerów (Ōtani miał pomóc Koizumi ze zdobyciem względów swojego przyjaciela, a w zamian ona miała jemu zapewnić przychylność swojej koleżanki). Plan jednak spalił na panewce, a Ōtani odkrył, że Koizumi jest jedyną osobą, która podziela jego pasje. Tak, więc razem spędzali czas w sposób, którzy oboje bardzo lubili (w przeciwieństwie do ich znajomych). Jednak, gdy dziewczyna mu wyznaje, że go lubi, nie bierze tego poważnie. Gdy w końcu stwierdza, że ona naprawdę coś do niego czuje, nie może w to uwierzyć, gdyż on o niej myślał tylko jako o przyjaciółce. Później, gdy Koizumi wciąż stara się o jego względy, niespodziewanie ją całuje. Okazuje się jednak, że był to zwykły wypadek (miał gorączkę, upadł na nią i przypadkiem pocałował) i z powodu choroby o tym zapomniał. To powoduje frustrację Risy, która całując go, wykrzykuje mu swoją złość i uświadamia o wcześniejszym „wypadku”. Ōtani zaskoczony stwierdza nagle, że dziewczyna nie jest mu już kompletnie obojętna, jak na samym początku i choć udaje niedostępnego coraz bardziej zależy mu na Koizumi. Momentem kulminacyjnym okazują się być jej urodziny, kiedy to chłopak w końcu przełamuje się i całuje ją (z własnej woli). Potem wyznaje jej swoje uczucia i staje się jej chłopakiem. Przechodzą razem przez pierwsze kłopoty w związku (często spowodowane zazdrością Ōtaniego o dziewczynę) i są razem do samego końca. Ōtani pragnie w przyszłości być nauczycielem, więc w ostatnim roku bardzo pracuje nad swoimi ocenami i dzięki wsparciu Risy udaje mu się zdać na wymarzony uniwersytet.
- Seishirō „Seiko” Kotobuki (jap. 寿 聖子郎/聖子 Kotobuki Seishirō/Seiko)

Seiyū: Fujiko Takimoto 
To fizycznie mówiąc chłopak, ale nikt, kto by spojrzał na Seiko nie mógłby tego stwierdzić. Jest ona bowiem dziewczyną, można rzecz uwięzioną w ciele chłopaka. Jest bardzo słodka i jest bardzo zauroczona Ōtanim. Nawet udało się jej go raz pocałować. Po odrzuceniu przez Ōtaniego zostaje przyjaciółką jego i Koizumi, na rzecz Koizumi rezygnuje ze swojego uczucia. Jest o rok młodsza od reszty bohaterów.
- Kuniumi Maitake (jap. 舞竹 国海 Maitake Kuniumi)

Seiyū: Jun'ichi Suwabe 
Nowy nauczyciel w szkole, następnie opiekun klubu koszykarskiego w ich szkole. Podkochuje się w nim większość dziewczyn w tym też Koizumi. On też wydaje się (przynajmniej z początku) być nią zainteresowany, co potęguję zazdrość Ōtaniego. Mężczyzna dostrzega to i w ten sposób tak kieruje sytuacje, aby Ōtani wreszcie zdał sobie sprawę z uczuć żywiących do swojej koleżanki (których się skutecznie wypierał do tamtej pory). Jest szarmancki i opiekuńczy wobec dziewcząt. W szkole ma nawet swój własny fan klub założony przez Koizumi.
- Mimi Yoshioka (jap. 吉岡 美々 Yoshioka Mimi)

Seiyū: Kae Araki 
Jedna z rywalek Koizumi, sąsiadka Ōtaniego. Bardzo zaborcza, fałszywa i zazdrosna, wysoka dziewczyna. Jest zakochana w Ōtanim, ale wiedząc o jego upodobaniach do niskich dziewczyn, nie zamierzała mu wyznawać swych uczuć. Przepełnia ją jednak gniew, gdy widzi u boku Ōtaniego równie wysoką jak ona dziewczynę. To sprawia, że stara się zrobić wszystko, aby chłopak ją pokochał, ale widząc brak efektu, w końcu wykrzykuje mu, co czuje, po czym speszona ucieka. Wszystko się jednak ułożyło i sobie wyjaśniła sprawy z Ōtanim, choć nadal nie cierpi Koizumi. Jest profesjonalną modelką.
- Chiharu Tanaka (jap. 田中 千春 Tanaka Chiharu)

Seiyū: Kazuko Kojima 
Przyjaciółka Koizumi. Z początku Ōtani był nią bardzo zainteresowany, gdyż bardzo przypominała mu jego byłą dziewczynę. Bardzo nieśmiała i skryta, wiąże się w pierwszym odcinku z Suzukim. Uczy się bardzo dobrze, w przeciwieństwie do Koizumi.
- Ryōji Suzuki (jap. 鈴木 涼二 Suzuki Ryōji)

Seiyū: Kenjirō Tsuda 
Kolega Ōtaniego i Koizumi, chłopak Chiharu. Równie skryty, jak ona, bardzo inteligentny. Nie jest zbyt rozmowny. Dwa razy był chory, na bardzo ważnych egzaminach, co sprawiło, że nie poszedł na uniwersytet, jak Chiharu, ale obiecał jej, że za rok znów spróbuje.
- Haruka Fukagawa (jap. 深川 遥 Fukagawa Haruka)

Seiyū: Ryōtarō Okiayu 
Przyjaciel Koizumi z dzieciństwa. Jest strasznie wysoki, arogancki dla Ōtaniego, którego nie cierpi, a dla Koizumi zawsze miły i uprzejmy (aż za bardzo). Uważa Risę za swojego bohatera i ją podziwia, pragnie też, żeby Koizumi stała się jego dziewczyną, ale jest to niemożliwe. W młodości był prześladowany przez kolegów, ponieważ posiada żeńskie imię, a Risa pomagała mu wtedy, odganiając ich (przez to nazywa ją swoją bohaterka).
- Nobuko Ishihara (jap. 石原 信子 Ishihara Nobuko)

Seiyū: Saori Higashi 
Najlepsza przyjaciółka Koizumi, zawsze doradzająca jej w problemie. Nieco despotyczna i porywcza, ale zawsze starająca się pomóc koleżance. Zakochana na zabój w Nakao z wzajemnością. Jest kiepską uczennicą, w przyszłości chce pomagać rodzinie Nakao w rodzinnym interesie. Wyjeżdża też na dłuższy czas do swojej babci po zakończeniu roku.
- Heikichi Nakao (jap. 中尾 平吉 Nakao Heikichi)

Seiyū: Yasuhiko Tokuyama 
Ukochany Nobuko, kolega Ōtaniego z drużyny koszykarskiej. Zawsze jest uśmiechnięty, opiekuńczy wobec Nobuko. Nie chce martwić Nobu, ale nie chce, by wyjeżdżała do swej babci. Kocha ją najmocniej na świecie, co zresztą razem z Nobu powtarzają sobie niemal codziennie.
- Mayu Kanzaki (jap. 神崎 真由 Kanzaki Mayu)

Seiyū: Yuki Matsuoka 
Była dziewczyna Ōtaniego, osoba, o którą Koizumi jest nieustannie zazdrosna. Bardzo spokojna, nieśmiała rzuciła Ōtaniego dla dwumetrowego chłopaka, ale jak później mu powiedziała nie z powodu wzrostu. Przez jakiś czas wydaje się być zainteresowana Ōtanim, ten jednak, aby nie ranić Risy, odmawia z nią kontaktów. Była menadżerem klubu koszykarskiego w poprzedniej szkole Ōtaniego.
- Kazuki Kohori (jap. 小堀 和希 Kohori Kazuki)

Seiyū: Hiroki Shimowada 
Kolega z restauracji w której później dorabia Koizumi. Zaleca się do niej i chce, by się w nim zakochała. Jest bardzo podobny do Ōtaniego z wyglądu, ale jest zupełnie inny z charakteru. Z Koizumi łączą go podobne pasje. Raz na oczach Ōtaniego, próbuje pocałować Koizumi i udaje się ją raz przekonać na wyjście na koncert, co prowadzi do tego, że Ōtani tymczasowo zrywa z Risą (ale nie na długo).

## Manga
Seria ukazywała się w magazynie „Bessatsu Margaret” od 11 sierpnia 2001 do 13 listopada 2006. Dodatkowe rozdziały, wydane pod tytułem Lovely Complex Plus (jap. ラブ★コン プラス), zostały opublikowane w tym samym magazynie między 13 marca a 12 maja 2007; ostatni rozdział, wydany jako Lovely Complex Final (jap. ラブ★コン ファイナル), został opublikowany 11 sierpnia tego samego roku. Wydawnictwo Shūeisha zebrało rozdziały mangi w 17 tankōbonach, wydawanych od 25 marca 2002 do 25 września 2007.
Jednotomowy spin-off, zatytułowany Lovely Complex Two, został wydany 25 września 2012. Zawiera on one-shot Lovely Complex Deluxe (opublikowany w „Deluxe Margaret” 28 marca 2009), trzyrozdziałową historię Lovely Complex Two (opublikowaną w „Betsuma Two” między 12 maja a 13 lipca 2012) oraz one-shot Honey Going autorstwa Nakahary.
| Nr | Data wydania (język japoński) | ISBN (język japoński)  |
| -- | ----------------------------- | ---------------------- |
| 1  | 25 marca 2002                 | ISBN 4-08-847487-2     |
| 2  | 25 lipca 2002                 | ISBN 4-08-847532-1     |
| 3  | 25 października 2002          | ISBN 4-08-847563-1     |
| 4  | 25 lutego 2003                | ISBN 4-08-847604-2     |
| 5  | 25 czerwca 2003               | ISBN 4-08-847642-5     |
| 6  | 24 października 2003          | ISBN 4-08-847676-X     |
| 7  | 25 lutego 2004                | ISBN 4-08-847715-4     |
| 8  | 23 lipca 2004                 | ISBN 4-08-847762-6     |
| 9  | 25 listopada 2004             | ISBN 4-08-847802-9     |
| 10 | 25 marca 2005                 | ISBN 4-08-847836-3     |
| 11 | 25 lipca 2005                 | ISBN 4-08-847877-0     |
| 12 | 22 grudnia 2005               | ISBN 4-08-846017-0     |
| 13 | 25 kwietnia 2006              | ISBN 4-08-846050-2     |
| 14 | 14 lipca 2006                 | ISBN 4-08-846074-X     |
| 15 | 25 grudnia 2006               | ISBN 4-08-846124-X     |
| 16 | 13 marca 2007                 | ISBN 978-4-08-846148-9 |
| 17 | 25 września 2007              | ISBN 978-4-08-846215-8 |

## Film live action
Manga została zaadaptowana na film live action w reżyserii Kitajiego Ishikawy na podstawie scenariusza Osamu Suzuki. W rolach głównych wystąpili Ema Fujisawa jako Risa Koizumi i Teppei Koike jako Atsushi Ōtani. Premiera w japońskich kinach odbyła się 15 lipca 2006.

## Anime
Na bazie mangi powstał telewizyjny serial anime wyprodukowany przez studio Toei Animation. Za reżyserię odpowiadał Kōnosuke Uda, postacie zaprojektował Hideaki Maniwa, a muzykę skomponował Hironosuke Sato. Seria była emitowana w stacjach TBS, CBC i MBS od 7 kwietnia do 29 września 2007.
W Polsce serial był emitowany na antenie AXN Spin.

### Ścieżka dźwiękowa
| Nr             | Odcinki  | Tytuł                                                               | Wykonawca   | Źródło   |
| Czołówka       | Czołówka | Czołówka                                                            | Czołówka    | Czołówka |
| -------------- | -------- | ------------------------------------------------------------------- | ----------- | -------- |
| 1              | 1–13     | „Kimi + Boku = Love?” (jap. キミ+ボク=LOVE?)                        | Tegomass    | [ 36 ]   |
| 2              | 14–24    | „Hey! Say!”                                                         | Hey! Say! 7 | [ 36 ]   |
| Napisy końcowe |          |                                                                     |             |          |
| 1              | 1–13     | „Kiss ~ Kaerimichi no Love Song~” (jap. キッス〜帰り道のラブソング) | Tegomass    | [ 36 ]   |
| 2              | 14–24    | „Bon Bon”                                                           | Hey! Say! 7 | [ 36 ]   |